# Straßburger Malerbuch
Das Straßburger Malerbuch (auch Straßburger Manuskript) ist das älteste bekannte Handbuch für Maltechnik in deutscher Sprache. Die Handschrift wurde im 15. Jahrhundert geschrieben, vermutlich im Elsass.
Das Originalmanuskript wurde 1870 bei einem Brand der Straßburger Stadtbibliothek vernichtet, aber eine ältere Abschrift befindet sich heute in der Bibliothek der National Gallery in London.

## Inhalt
Der Text gliedert sich in drei Teile. Der erste Teil handelt u. a. von der Herstellung von Farbstoffen und nennt als Urheber 'meister Heinrich von lübegge' (= Lübbecke? Lübeck?, wahrscheinlich ein, auch den schatz der wîsheit genannten Pesttherapie-Text verfasst habenden Straßburger Arzt). Der zweite hat als Verfasserangabe 'Meister Andres von Colmar' und handelt von der Herstellung von Gummilösungen, Tinten und Wasserfarben. Der dritte Teil ist anonym und enthält eine Vielzahl von Rezepten, die u. a. die Herstellung von Ölfarben beschreiben.

## Zur Überlieferung
In den 1840er Jahren bekam der englische Kunstgelehrte Sir Charles Lock Eastlake (1793–1865) von seinem Freund Ludwig Gruner (1801–1882) eine Abschrift des Strassburger Manuskriptes A.VI.19. Eastlake benutzte sie als Quelle für seine Materials for a History of Oil Painting. Diese Abschrift, die seit dem Verlust des Originals 1870 als bester Textzeuge gilt, kam aus Eastlakes Besitz in die National Gallery in London und wird dort in der Bibliothek unter der Signatur 75.023 STR verwahrt. Sie diente als Vorlage für eine zweite Abschrift, die Sir Edward John Poynter (1836–1919) als Direktor der National Gallery nach 1893 anfertigen ließ und dem Münchener Maler und Kunsthistoriker Ernst Berger (1857–1919) zur Verfügung stellte. Berger benutzte diese zweite Abschrift als Grundlage für seine Edition des Strassburger Malerbuchs (1897). Zwischen der Eastlake-Handschrift und Bergers Ausgabe sind viele erhebliche Unterschiede festzustellen, die entweder auf Poynters Kopisten oder auf Bergers Redaktion zurückgehen.